# Pecado (animal)
Pecado impudicus es una especie de araña araneomorfa de la familia Linyphiidae. Es el único miembro del género monotípico Pecado.

## Distribución
Se encuentra en Argelia, Marruecos y España.  